# Nado sincronizado nos Jogos Olímpicos de Verão de 1992
O nado sincronizado nos Jogos Olímpicos de Verão de 1992 foi disputado em Barcelona, na Espanha, com dois eventos realizados
O nado sincronizado é um esporte olímpico praticado apenas por mulheres assim como a ginástica rítmica. A partir de Atlanta 1996 outro esporte restritamente feminino foi introduzido nos Jogos: o softbol.

## Solo
| Pos. | País           | Atletas          |
| ---- | -------------- | ---------------- |
|      | Estados Unidos | Kristen Babb     |
|      | Canadá         | Sylvie Fréchette |
|      | -              | nenhum           |
|      | Japão          | Fumiko Okuno     |

## Dueto
| Pos. | País           | Atletas                         |
| ---- | -------------- | ------------------------------- |
|      | Estados Unidos | Karen Josephson Sarah Josephson |
|      | Canadá         | Penny Vilagos Vicky Vilagos     |
|      | Japão          | Fumiko Okuno Aki Takayama       |

## Quadro de medalhas do nado sincronizado
| Pos. | País           | Ouro | Prata | Bronze | Total |
| 1    | Estados Unidos | 2    | 0     | 0      | 2     |
| 2    | Canadá         | 1    | 1     | 0      | 2     |
| 3    | Japão          | 0    | 0     | 2      | 2     |